# Lancaster, Ohio
Lancaster [ˈlæŋkəstər] är administrativ huvudort i Fairfield County i delstaten Ohio. Orten har fått sitt namn efter Lancaster i Pennsylvania. Enligt 2010 års folkräkning hade Lancaster 38 780 invånare.

## Kända personer från Lancaster
- Mary Murphy, dansare
- John Willock Noble, politiker
- Richard F. Outcault, serieskapare
- John Sherman, politiker
- William Tecumseh Sherman, militär
- Katie Smith, basketspelare